# Charles de Coubertin
Charles Louis de Frédy, Baron de Coubertin, barone di Coubertin, chiamato solitamente Charles de Coubertin (Parigi, 23 aprile 1822 – Parigi, 28 ottobre 1908), è stato un pittore e nobile francese.

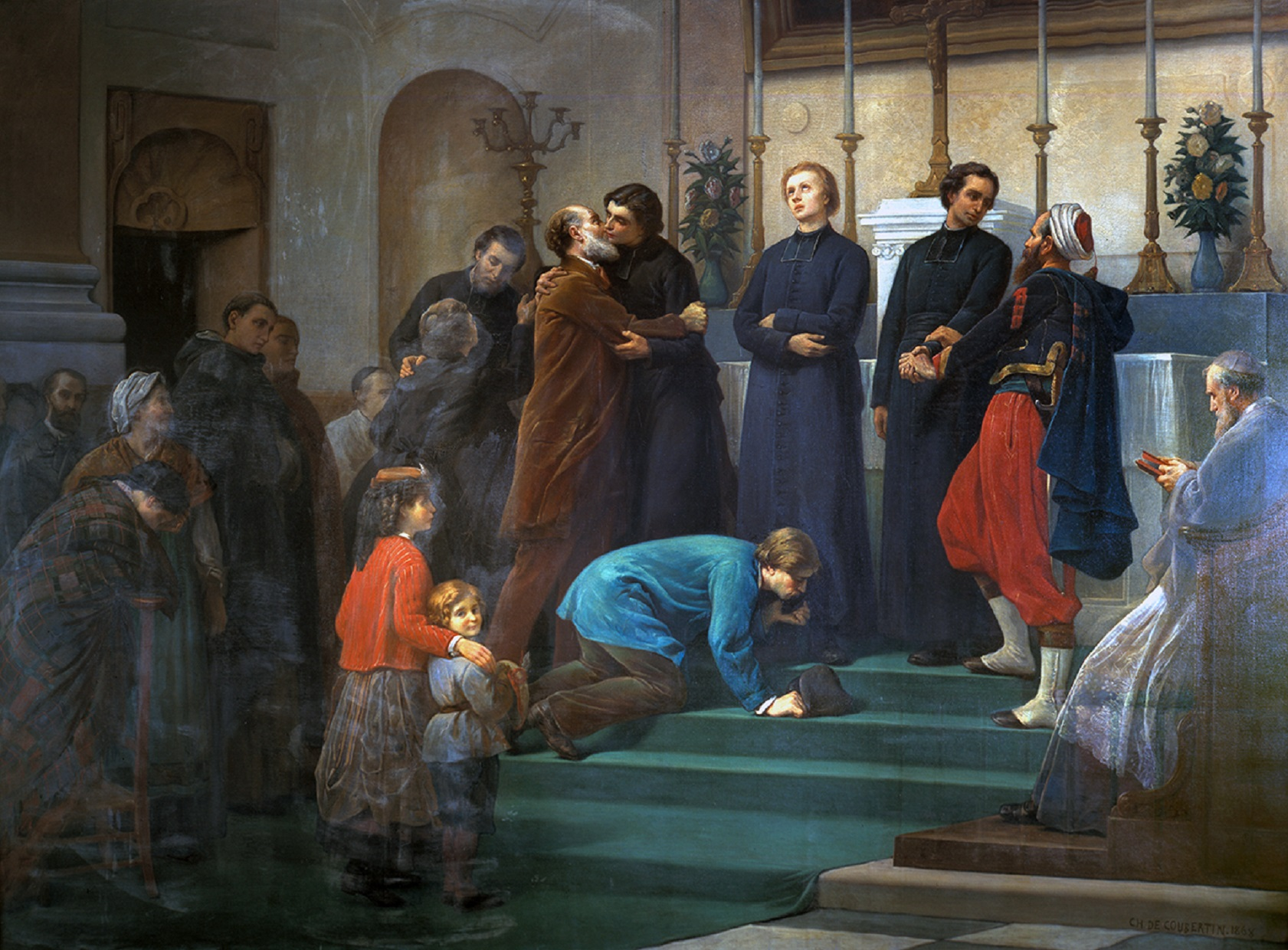
Le Départ, dipinto da Charles de Coubertin nel 1868 conservato nella Cappella della Società per le missioni estere di Parigi.

Definito "un artista accademico mediocre anche se alla moda", si occupava principalmente di dipinti, esposti per oltre quarant'anni nel Salon parigino, a tema religioso o classico. Per le sue opere vinse numerosi premi artistici e fu decorato con la Legion d'onore nel 1865. Fu padre di Pierre de Coubertin, fondatore dei Giochi olimpici moderni.

## Biografia

Stemma della famiglia Frédy de Coubertin.

La famiglia di Charles aveva antiche origini italiane; un suo antenato, Felice de Fredis, scoprì nel 1506 a Roma, nei pressi della Domus Aurea di Nerone, il Gruppo del Laocoonte, che cedette a Papa Giulio II in cambio dei tributi di Porta San Giovanni. Secondo la tradizione familiare, gli antenati del pittore arrivarono in Francia nei primi anni del XV secolo: a Pierre Frédy, che fu ciambellano di Luigi XI, venne concesso il titolo nobiliare nel 1477. Suo nipote Jean-François (1547-1598), avvocato presso il Parlamento di Parigi, divenne Signore di Coubertin nel 1577 grazie all'acquisto di alcuni terreni presso Saint-Rémy-lès-Chevreuse, nella Valle di Chevreuse, non lontano da Versailles. Nonostante tra gli antenati di Charles vi siano annoverati nobili di varia importanza, associati di re francesi e capi militari, come François Frédy (1668-1742), luogotenente di Luigi XV, e Nicolas de Coubertin (1718-1794), colonnello nella battaglia di Fontenoy, la sua famiglia ottenne il suo titolo nobiliare solo nel XIX secolo. Il padre di Charles, Julien Bonaventure (1788-1871), che fu nominato Cavaliere di San Luigi da Luigi XVIII e Cavaliere della Legion d'Onore da Napoleone III, divenne barone ereditario il 2 agosto 1822 tramite una lettera patente scritta da Luigi XVIII. Lo stemma nobiliare era uno scudo azzurro con nove conchiglie d'oro disposte secondo lo schema 3-3-2-1.

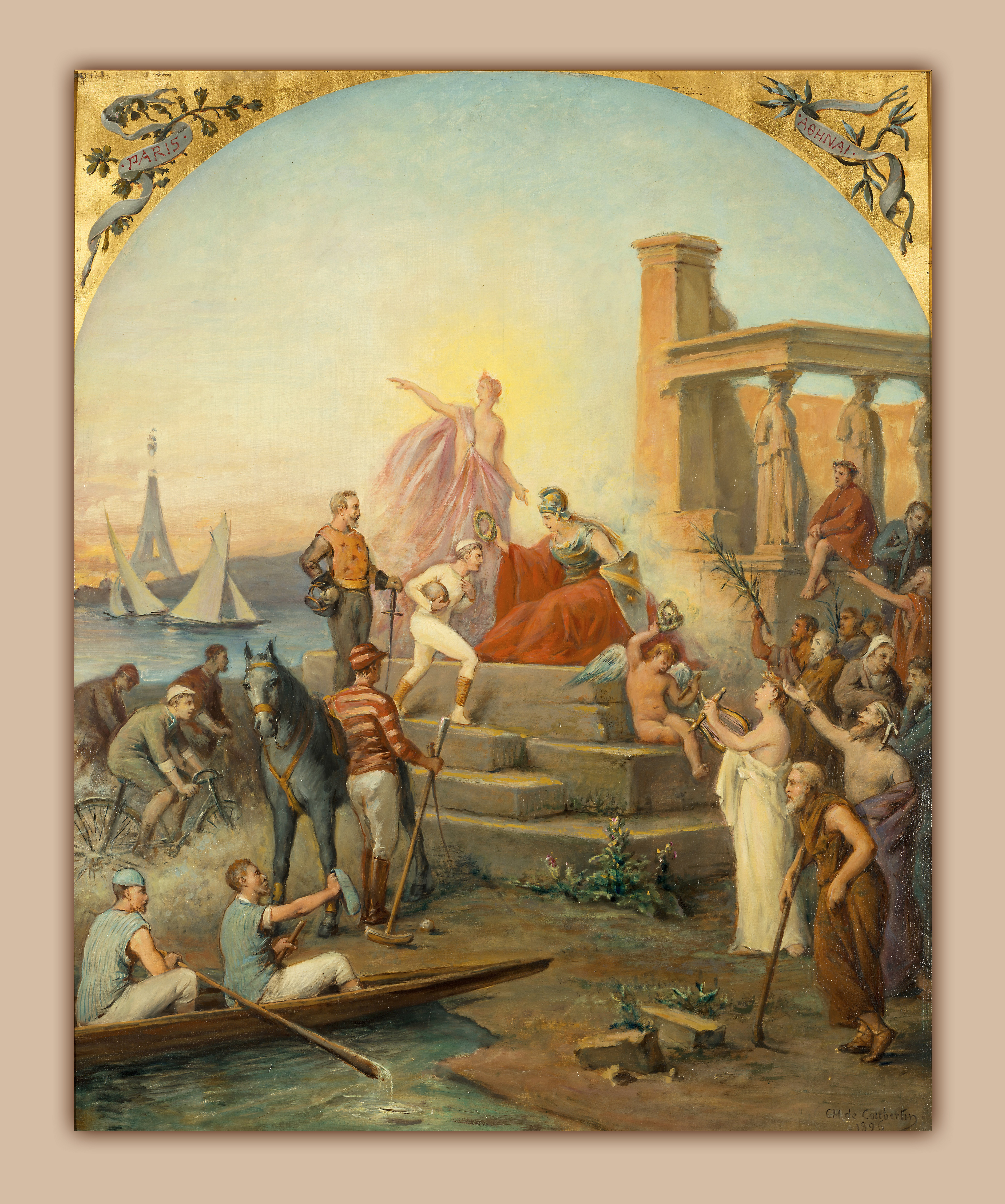
Allégorie aux sports, 1896, Musée Olympique di Losanna

Nato tra il 22 e il 23 aprile nell'antico X arrondissement di Parigi, fu l'unico figlio di Julien Bonaventure Frédy e da Caroline Centurion de Pardieu (1797-1887), Il 16 marzo 1846 sposò Agathe Marie Marcelle Gigault de Crisenoy (1823-1907), erede del castello di Mirville. La coppia, profondamente cattolica e di ideale monarchico, ebbe quattro figli: Paul (1847-1933), Albert (1848-1913), Marie (1854-1942) e Pierre (1863-1937). Quest'ultimo sarà il protagonista della rinascita degli antichi giochi olimpici, proponendo la nascita delle Olimpiadi moderne, che si tennero per la prima volta ad Atene nel 1896 con i Giochi della I Olimpiade. La famiglia de Coubertin trascorreva gli anni spostandosi tra il castello di Mirville, uno chalet nel borgo di Étretat affacciato sul canale della Manica, il Castello di Coubertin a Saint-Rémy-lès-Chevreuse e una casa parigina a cinque piani di Rue Oudinot.
Allievo di François-Édouard Picot, tra il 1848 e il 1849 ebbe modo di fare un viaggio in Oriente, rimanendo così colpito dall'arte che ebbe modo di conoscere da decidere di dipingere secondo lo stile orientalista del XIX secolo. Probabilmente su consiglio della moglie, rivolse la propria attenzione verso tematiche più classiche e religiose, esponendo le proprie opere al Salon de peinture et de sculpture per oltre quarant'anni, vincendo numerosi premi; su richiesta della Soprintendenza alle Belle Arti, ricevette la Legion d'Onore per i suoi dipinti nel 1865. Molte sue opere sono conservati in vari musei, tra cui il Musée des beaux-arts de Rouen, il Museo d'Orsay di Parigi e i Musei Vaticani, ed ebbe modo di realizzare affreschi per alcune chiese, tra cui come l'Église Saint-Ignace e la Chiesa di San Francesco Saverio della capitale francese.

## Opere
- Halte de caravanes au puits de Saba dans le désert d'Hébron, 1850, New-York, Metropolitan Museum.[14]
- Vendredi saint à Palerme, 1861. Fécamp, Musée des Terre-Neuvas et de la pêche[15]
- Le Départ des missionnaires, 1868, Parigi, Chapelle de l'Épiphanie[16]
- Le château de Mirville, 1875.
- Vie de saint Jean de Dieu, 1879, Chapelle des Frères hospitaliers de Saint-Jean-de-Dieu de Paris, Parigi[17]
- Allégorie aux sports, 1896. Losanna, Musée Olympique[18]
- La Mort de Lucianus, Parigi, Chiesa di San Francesco Saverio[19]
- La Dernière messe du martyr, Parigi, Chiesa di San Francesco Saverio.[19]
- Louis XVII au Temple, collection particulière.[20]
- Le baiser de la paix dans les catacombes, Musée des Beaux-Arts de Rouen.[21]